# Nils Hallberg
Nils Bertil Hallberg (* 18. September 1921 in Stockholm; † 8. Oktober 2010 ebenda) war ein schwedischer Schauspieler.

## Leben
Hallberg debütierte im Alter von 13 Jahren im Film Anderssons Kalle und trat in den Folgejahren in weiteren Jugendfilmen auf. Da er den Gegenspieler des Helden verkörperte, wurde er lange Jahre auf Rollen als Mörder, Diebe und andere Schurken festgelegt. Erst durch eine Reihe von Filmen um den Detektiv Hillman, in denen Regisseur Arne Mattsson – Hallberg spielte in zahlreiche seiner Filme – ihn als dessen Assistent besetzte, gelang es ihm, dieses Schema zu durchbrechen. In den Folgejahren zeigte er von der Kritik beachtete Leistungen, bis er seine Filmkarriere im Jahr 1974 nach über 100 Auftritten beendete. Auf der Bühne setzte er seine Karriere danach weiter fort.

## Filmografie (Auswahl)
- 1934: Anderssons Kalle
- 1951: Sie tanzte nur einen Sommer (Hon dansade en sommar)
- 1964: Die Jungfrau in der Hängematte
- 1964: Wild West Story
- 1974: Det sista äventyret